# سارة ميشيل غيلار
سارة ميشيل غيلار (بالإنجليزية: Sarah Michelle Gellar) مواليد 14 أبريل 1977 ممثلة أمريكية. هي ممثلة أمريكية اكتشفت في سن صغيرة من قبل وكيل مواهب، وظهرت لأول مرة في فيلم تلفزيوني بعنوان انتهاك الخصوصية عام 1983، عندما كانت في السادسة من عمرها. بعد ذلك، أدت دورًا رئيسيًا في المسلسل الدرامي القصير عبور البجع عام 1992، قبل أن تكتسب شهرة أوسع من خلال دورها كـ "كيندال هارت" في المسلسل التلفزيوني أول ماي تشيلدرن على قناة أيه بي سي (1993-1995)، والذي حصلت عنه على جائزة جائزة إيمي النهارية.
جيلار حققت شهرة دولية بتجسيدها لشخصية بافي سامرز في المسلسل التلفزيوني بافي قاتلة مصاصي الدماء (1997-2003) على قناتي WB ويو بي إن. أداؤها في المسلسل جلب لها جائزة زحل، بالإضافة إلى ترشيحات لجائزة جولدن جلوب وجائزة TCA. أفلامها أيضًا حققت نجاحًا كبيرًا، حيث بلغت إيراداتها العالمية أكثر من 570 مليون دولار أمريكي.

## الحياة المبكرة والتعليم
وُلدت سارة ميشيل جيلار في نيويورك في 14 أبريل 1977، وهي الطفلة الوحيدة لروزيلين، معلمة حضانة، وآرثر جيلار، عامل ملابس. انفصل والداها عندما كانت في السابعة من عمرها، وتم تربيتها من قبل والدتها في الجانب الشرقي العلوي من مانهاتن. ظلت جيلار بعيدة عن والدها حتى وفاته في عام 2001، ووصفته بأنه "غير موجود".
في شبابها، كانت جيلار متزلجة فنية تنافسية وحصلت على الحزام الأسود في التايكوندو. التحقت بمدرسة كولومبيا جرامر آند بريباراتوري بمنحة جزئية لكنها تعرضت للتنمر بسبب اختلافها. انتقلت لاحقًا إلى مدرسة فيوريلو إتش لاغوارديا للفنون لكنها تركتها بسبب التزامات التمثيل. في عام 1994، تخرجت من مدرسة الأطفال المهنية بمرتبة الشرف، حيث أكملت دراستها الأخيرة بمزيج من العمل والدراسة الموجهة.

## مشوارها الفني
برزت بشكل أساسي عقب أدائها في عدة مسلسلات تلفزيوينية أمريكية في عقد التسعينيات كان أهمها دورها كـ بافي في السلسلة الشهيرة بافي قاتلة مصاصي الدماء Buffy the Vampire Slayer. دخلت سارة بعدها عالم السنما في هوليوود وأدت ادوارا في عدة أفلام أمريكية أطلقت شهرتها بشكل كبير أهمها : أعرف ماذا فعلت الصيف الماضي (1997)الجزء الأول من سلسلة أفلام رعب شهيرة في التسعينات، ثم نوايا وحشية وفيلم العائلة سكوبي دو (2002) إضافة لفيلم الرعب ذا غرودج The Grudge (2004) وفيلم رجل هارفرد Harvard Man (2001)
ولعبت الممثلة الكبيرة سارة ميشل كيلر دورا مهما في بافي قاتلة مصاصي الدماء وابهرت الجميع بهذا الاداء المميز لما يحوية المسلسل من إثارة وتشويق وحب ورومانسية كما أنها كانت متزوجة من الممثل المعروف فريدي جونيور

## مشاريع أخرى

### النشاط والعمل الخيري
سارة ميشيل جيلار ناشطة في العديد من الأنشطة الخيرية، بما في ذلك دعم أبحاث سرطان الثدي، ومشروع انجيل الغذاء، وموئل للإنسانية، وكير. صرحت أن إيمانها بالعطاء يعود لتعليم والدتها لها بأن العطاء مهم حتى لو لم يكن لديك الكثير.
في عام 1999، ساعدت في بناء منازل في جمهورية الدومينيكان من خلال مشروع موئل للإنسانية. كما ساهمت في توزيع وجبات غذائية للمصابين بالإيدز عبر مشروع انجيل الغذاء، وحققت أمنيات الأطفال المرضى من خلال مؤسسة ميك أ ويش.
في عام 2007، شاركت في حملة "الجلد مذهل" لشركة فازلين، حيث تم بيع صور لها لجمع تبرعات لصالح تحالف أمراض الجلد. كما انضمت في 2011 إلى "برنامج نستله لمشاركة متعة القراءة" لتشجيع الأطفال على القراءة، وحصلت في 2012 على جائزة توم مانكيفيتش للقيادة. كذلك، استضافت حدثين لجمع التبرعات لمستشفى ماتيل للأطفال بجامعة كاليفورنيا في 2014 و2015.

### الأعمال والإعلام
خلال مسيرتها المهنية، ظهرت سارة ميشيل جيلار على أغلفة العديد من المجلات الشهيرة، بدءًا من سبعة عشر في فبراير 1998، وتضم القائمة مجلات مثل *نايلون*، *ماري كلير*، *فوغ*، *غلامور*، *إسكواير*، *ألور*، *كوزموبوليتان*، *إف إتش إم*، *رولينج ستون*، و*إيل*. في مقابلة مع مجلة جوثام عام 2008، تحدثت جيلار عن تطور أسلوبها مع تقدمها في العمر، مشيرة إلى أنها أصبحت أكثر ثقة وراحة بنفسها.
إلى جانب ذلك، ظهرت جيلار في إعلانات هل حصلت على حليب ؟ وشاركت في الفيديوهات الموسيقية لأغاني مثل فتاة حامضة لـ فرقة طيارو معبد الحجر و"قادم من الخلف" لـ فرقة ملعب مارسي.
في أكتوبر 2015، شاركت جيلار في تأسيس شركة فودستيرز مع جاليت لايبوا وجريج فليشمان، وهي علامة تجارية متخصصة في خلطات ومجموعات خبز عضوية سهلة الصنع. بحلول عام 2018، أصبحت منتجات الشركة متاحة لدى 7500 بائع تجزئة، بما في ذلك *ستاربكس*، *هول فودز*، و*وول مارت*.
أصدرت جيلار كتاب طبخ بعنوان *إثارة المرح مع الطعام* في 18 أبريل 2017، والذي يضم وصفات وأفكارًا مبتكرة لتحضير الأطعمة.

## الفن والاستقبال
اشتهرت سارة ميشيل جيلار بتجسيد شخصيات "قوية وساخرة" في أفلام الرعب، مما جعلها تُلقب بـ"ملكة الصراخ" خلال أغلب حياتها المهنية. عبرت جيلار عن حبها لأفلام الرعب، مؤكدة أن هذا النوع يقدم للممثلات أدوارًا تتيح لهن التألق، مشيرة إلى أن النساء غالبًا ما يجدن أنفسهن نجمات في التلفزيون، لكنهن ما زلن يواجهن صعوبة في الحصول على أدوار رئيسية في السينما. ولقد اعتبرت شخصياتها في هذا النوع من الأفلام ذكية، مبدعة، وقادرة على التمكين، سواء كانت شخصياتها تصل إلى نهاية الفيلم أم لا.
قدّمت أدوارًا لا تُنسى في أعمال الرعب، مثل بافي قاتلة مصاصي الدماء، حيث أُدرجت جيلار في قوائم أعظم ملكات الصراخ في التاريخ. كما احتلت مراتب متقدمة في تصنيفات مثل CinemaBlend وساي فاي وسكرين رانت.
بحلول أواخر التسعينيات، أصبحت جيلار واحدة من أبرز نجمات هوليوود، حيث دخلت قوائم مثل "أفضل 12 فنانة ترفيهية" في مجلة إنترتينمنت ويكلي و"الأجمل" في مجلة بيبول. في عام 1999، أصبحت أول سفيرة مشهورة لشركة ميبلين منذ ليندا كارتر، كما تصدرت قائمة "أكثر 100 امرأة جاذبية" التي أعدتها مجلة إف إتش إم. خلال هذه الفترة، حصلت على العديد من الألقاب والتكريمات، بما في ذلك جائزة "امرأة العام" من مجلة غلامور في عام 2002، كما حصلت على تمثال شمعي في متحف الشمع.
بين عامي 2002 و2008، ظهرت في قائمة "هوت 100" السنوية لمجلة مكسيم، كما احتلت مراتب عالية في العديد من القوائم التي تحتفي بالجاذبية والأناقة.

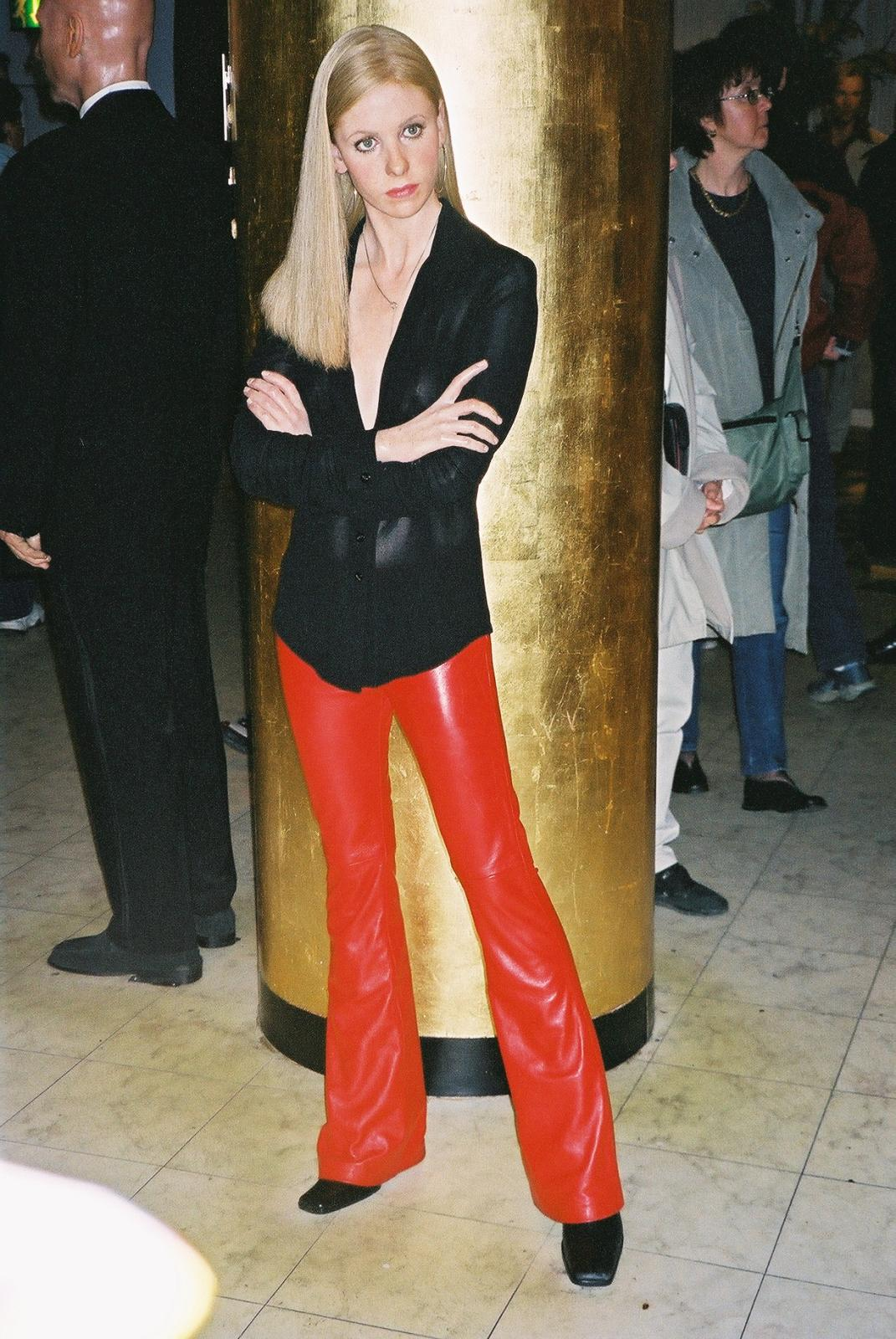
تمثال شمعي لجيلار في متحف مدام توسو

## الحياة الشخصية
التقت سارة ميشيل جيلار بزوجها المستقبلي، فريدي برينز جونيور، أثناء تصوير فيلم الرعب أعرف ماذا فعلت الصيف الماضي في عام 1997، لكن علاقتهما الرومانسية لم تبدأ إلا في عام 2000. ظهر الثنائي معًا في عدة أعمال، أبرزها تجسيدهما لشخصيتي فريد ودافني في أفلام سكوبي دو وسكوبي دوو 2: انطلاق الوحوش. تمت خطبتهما في أبريل 2001، وتزوجا في حفل أقيم في المكسيك في 1 سبتمبر 2002، وكان المخرج آدم شانكمان هو الذي أقام الحفل.
في عام 2007، غيرت جيلار اسمها قانونيًا إلى "سارة ميشيل برينز" تكريمًا للعام الخامس من زواجها. أنجب الزوجان طفلين، ابنة ولدت في عام 2009 وابنًا في عام 2012، وتعيش الأسرة في لوس أنجلوس.
في 10 فبراير 2021، دعمت جيلار زميلتها كاريزما كاربنتر بعد أن اتهمت منشئ مسلسل بافي قاتلة مصاصي الدماء، جوس ويدون، بالإساءة. وقالت جيلار: «بينما أنا فخورة بارتباط اسمي بشخصية بافي سامرز، لا أريد أن أرتبط إلى الأبد باسم جوس ويدون». ثم في مقابلة مع هوليوود ريبورتر في يناير 2023، أشارت جيلار إلى أنها لن تروي قصتها بالكامل أبدًا، لأنها لا ترى فائدة من ذلك.

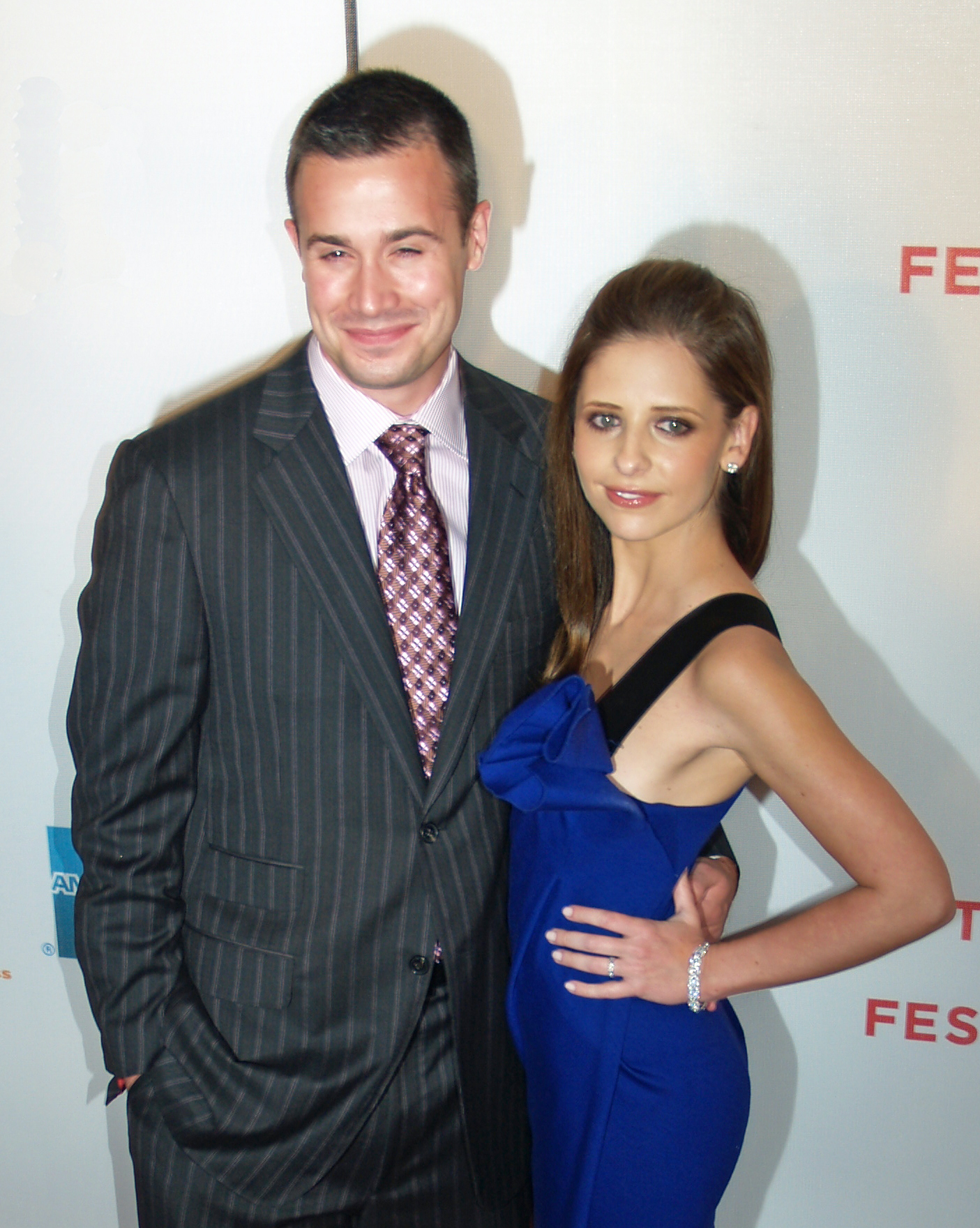
جيلار مع زوجها فريدي برينز جونيور في عام 2007

## اعمالها
| اعمال                       | الدور/الوظيفة |
| --------------------------- | ------------- |
| The crazy ones              | سيدنى روبرتس  |
| Ringer                      | بريدجيت       |
| بوسيسيون                    |               |
| فيرونيكا تقرر أن تموت       |               |
| Suburban Girl               |               |
| The Air I Breathe           |               |
| The Return                  | جوانا         |
| The Grudge 2                |               |
| قصص ساوثلاند                |               |
| Happily N'Ever After        | صوت - إيلا    |
| The Grudge                  | كارين         |
| ملاك                        | بوفي          |
| سكوبي دوو 2: انطلاق الوحوش  | دافني بليك    |
| بافي قاتلة مصاصي الدماء     | بوفي          |
| Buffy the Vampire Slayer S7 | بافي سامرز    |
| سكوبي دو                    |               |
| Buffy the Vampire Slayer S6 | بافي سامرز    |
| Buffy the Vampire Slayer S5 | بافي سامرز    |
| Cruel Intentions            | كاثرين        |
| Simply Irresistible         |               |
| Buffy the Vampire Slayer S4 | بافي سامرز    |
| سمول سولجرز                 |               |
| Scream 2                    |               |
| أعرف ماذا فعلت الصيف الماضي | هيلين شيفرز   |
| Buffy the Vampire Slayer S2 | بافي سامرز    |
| Saturday Night Live         |               |

## روابط خارجية
- سارة ميشيل غيلار على موقع IMDb (الإنجليزية)
- سارة ميشيل غيلار على موقع ميتاكريتيك (الإنجليزية)
- سارة ميشيل غيلار على موقع الموسوعة البريطانية (الإنجليزية)
- سارة ميشيل غيلار على موقع روتن توميتوز (الإنجليزية)
- سارة ميشيل غيلار على موقع قاعدة بيانات الأفلام العربية
- سارة ميشيل غيلار على موقع ألو سيني (الفرنسية)
- سارة ميشيل غيلار على موقع ميوزك برينز (الإنجليزية)
- سارة ميشيل غيلار على موقع تيرنر كلاسيك موفيز (الإنجليزية)
- سارة ميشيل غيلار على موقع أول موفي (الإنجليزية)
- سارة ميشيل غيلار على موقع بوكس أوفيس موجو (الإنجليزية)